# ボクサー (強襲揚陸艦)
ボクサー（USS Boxer, LHD-4）は、アメリカ海軍の強襲揚陸艦。ワスプ級強襲揚陸艦の4番艦。艦名は米英戦争で拿捕したイギリス軍艦「ボクサー」にちなむ。その名を持つ艦としては6隻目。

## 艦歴
ボクサーは、ミシシッピ州パスカグーラのインガルス造船所で1993年8月13日に進水し、1995年2月11日に就役した。その後パナマ運河経由でカリフォルニア州サンディエゴに向かう。パナマ運河に合わせて建造されたものの、通過時にブリッジの張り出し部分といくつかの設備が障害となったため撤去された。
小修理およびシステムチェックの後に、ボクサーは1997年3月24日-9月24日まで西太平洋に展開する。オースティン級ドック型輸送揚陸艦「オグデン」およびアンカレッジ級ドック型揚陸艦「フォート・フィッシャー」と共に、多くの外国の港を訪れた。翌年リムパックに参加、1998年12月5日に再び西太平洋に展開した。
ボクサーは西太平洋、ペルシア湾、紅海に展開した。2001年3月14日には不朽の自由作戦およびノーザン・ウォッチ作戦の支援に参加する。その後シンガポール、タイ、グアム、ジェベル・アリ、バーレーン、ヨルダンを訪れ、アメリカ同時多発テロ事件から3日後の2001年9月14日に帰国した。
イラク情勢が緊迫すると、ボクサーは再び中東へ派遣される。イラク・フリーダム作戦の直接支援として6ヶ月の配備となった。2003年1月17日にサンディエゴからワスプ級強襲揚陸艦「ボノム・リシャール」、アンカレッジ級ドック型揚陸艦「アンカレッジ」、クリーブランド級ドック型輸送揚陸艦「クリーブランド」「ダビューク」、ホイッドビー・アイランド級ドック型揚陸艦「カムストック」、ハーパーズ・フェリー級ドック型揚陸艦「パール・ハーバー」と共に展開した。ボクサーは2003年7月26日に帰国した。
2003年にボクサーは太平洋艦隊でマージョリー・ステレット戦艦基金賞を受賞した。
ボクサーは2004年1月14日、イラク復興支援のためイラク・フリーダムII作戦に単独で派遣される。サンディエゴを出港したボクサーはペルシア湾北部のクウェート海軍基地に資材・設備を運搬し、2004年4月29日に帰国した。
2009年4月にソマリア沖の海賊に拉致された貨物船「マースク・アラバマ」号船長の救出活動に当たる。
2019年7月18日、ドナルド・トランプ大統領は、ボクサーがホルムズ海峡の国際海域を航行中にイランの無人機の異常接近を受け、再三の警告を無視したため電波妨害で撃墜したと発表した。

## エピソード
2013年2月、艦内にスターバックスの店舗がオープンし、艦名にちなみ「Starboxer」と名付けられた。店員は乗組員が務めるが、スターバックスの店舗で研修を受け正式なバリスタの認定を受けており、通常店舗と同様のメニューが提供される。過去に空母カール・ヴィンソンなどで非公式にスターバックスの店舗が設けられた例はあるが、公式に米海軍とスターバックスがタイアップして開設された店舗は本艦が初となる。